# AMBP
AMBP (англ. Alpha-1-microglobulin/bikunin precursor) – білок, який кодується однойменним геном, розташованим у людей на короткому плечі 9-ї хромосоми. Довжина поліпептидного ланцюга білка становить 352 амінокислот, а молекулярна маса — 38 999.
| 10         |  | 20         |  | 30         |  | 40         |  | 50         |
| ---------- |  | ---------- |  | ---------- |  | ---------- |  | ---------- |
| MRSLGALLLL |  | LSACLAVSAG |  | PVPTPPDNIQ |  | VQENFNISRI |  | YGKWYNLAIG |
| STCPWLKKIM |  | DRMTVSTLVL |  | GEGATEAEIS |  | MTSTRWRKGV |  | CEETSGAYEK |
| TDTDGKFLYH |  | KSKWNITMES |  | YVVHTNYDEY |  | AIFLTKKFSR |  | HHGPTITAKL |
| YGRAPQLRET |  | LLQDFRVVAQ |  | GVGIPEDSIF |  | TMADRGECVP |  | GEQEPEPILI |
| PRVRRAVLPQ |  | EEEGSGGGQL |  | VTEVTKKEDS |  | CQLGYSAGPC |  | MGMTSRYFYN |
| GTSMACETFQ |  | YGGCMGNGNN |  | FVTEKECLQT |  | CRTVAACNLP |  | IVRGPCRAFI |
| QLWAFDAVKG |  | KCVLFPYGGC |  | QGNGNKFYSE |  | KECREYCGVP |  | GDGDEELLRF |
| SN         |  |            |  |            |  |            |  |            |

A: Аланін

C: Цистеїн

D: Аспарагінова кислота

E: Глутамінова кислота

F: Фенілаланін

G: Гліцин

H: Гістидин

I: Ізолейцин

K: Лізин

L: Лейцин

M: Метіонін

N: Аспарагін

P: Пролін

Q: Глутамін

R: Аргінін

S: Серин

T: Треонін

V: Валін

W: Триптофан

Кодований геном білок за функціями належить до інгібіторів протеаз, інгібіторів серинових протеаз. 
Задіяний у такому біологічному процесі як взаємодія хазяїн-вірус. 
Білок має сайт для зв'язування з хромофором. 
Секретований назовні.